# Games for Windows: The Official Magazine
A Games for Windows: The Official Magazine egy havonta megjelenő számítógépes játékokkal foglalkozó magazin volt, amit a Ziff Davis Media adott ki a Computer Gaming World utódjaként. Az első lapszáma 2006 novemberében jelent meg. A 2008 április-májusi lapszám után a magazin nem jelent meg nyomtatott formában és a szerkesztői beépültek a 1UP-ba.
A Ziff Davis szerint a magazin a Computer Gaming World „újjászületése” volt. A CGW/GFW magazinokra semmilyen befolyással nem bírt a Microsoft a Ziff Davis és a Microsoft közötti megállapodás eredményeképp.
A Computer Gaming World utolsó éveiben már túlnyomórészt csak Windows játékokat mutatott be a más operációs rendszerre készülő játékok csekély száma miatt. A magazin szerkesztőinek egy 2006 augusztusi podcastje szerint akkor fogalmazódott meg egy kizárólagosan Windows játékokkal foglalkozó újság ötlete amikor a Microsoft a Windowst egy életképes játék platformmá akarta alakítani (a 2006-os E3-on). A CGW szerkesztői kapcsolatba léptek a Microsofttal a platform specifikus lap ötletével. Végül a Ziff-Davis nyerte meg ennek a jogait és mivel a kiadónak már volt egy számítógépes játékokkal foglalkozó magazinja ezért azt átalakította a Games for Windows: The Official Magazine-ra.
A 1UP.com-on a magazin szerkesztői folytatták a GFW Radio podcastjuk közzétételét. Több szerkesztő kilépése után, köztük Jeff Greennel és Shawn Elliottal a podcast utolsó epizódját 2008. szeptember 17-én tették közzé.